# Hoploxypterus cayanus
Hoploxypterus cayanus е вид птица от семейство Дъждосвирцови (Charadriidae).

## Разпространение
Видът е разпространен в Аржентина, Боливия, Бразилия, Венецуела, Гвиана, Еквадор, Колумбия, Парагвай, Перу, Суринам и Френска Гвиана.